# كيرستين فان دي فين
كيرستين فان دي فين (بالهولندية: Kirsten van de Ven)‏ (11 مايو 1985 في هولندا - ) هي لاعبة كرة قدم هولندية في مركز الوسط. شاركت مع منتخب هولندا لكرة القدم للسيدات. أما مع النوادي، فقد لعبت مع FC Twente (women) ‏ ونادي روسينجورد للسيدات وWillem II (women) ‏ وTyresö FF ‏.

## وصلات خارجية
- كيرستين فان دي فين على موقع الاتحاد الدولي (مؤرشف)  (الإنجليزية)
- كيرستين فان دي فين على موقع الاتحاد الأوربي (الإنجليزية)
- كيرستين فان دي فين على موقع اتحاد السويد (السويدية)
- كيرستين فان دي فين على موقع قاعدة بيانات كرة القدم.إي يو (الإنجليزية)
- كيرستين فان دي فين على موقع Soccerway.com (الإنجليزية)